# Ravicești, Alba
Ravicești este un sat în comuna Arieșeni din județul Alba, Transilvania, România.

 Acest articol despre o localitate din județul Alba este deocamdată un ciot. Puteți ajuta Wikipedia prin completarea lui.

1. ↑  „Recensământul Populației și al Locuințelor 2002 - populația unităților administrative pe etnii”. Kulturális Innovációs Alapítvány (KIA.hu - Fundația Culturală pentru Inovație). Arhivat din original la 14 octombrie 2013. Accesat în 6 august 2013.